# Eerste Era
De Eerste Era (Engels: The First Age) is een tijdsperiode in de verhalen over de fictieve geschiedenis van "Midden-aarde" van J.R.R. Tolkien. Het begint bij het ontwaken van de eerste Elfen in Midden-aarde, en eindigt met de omverwerping van de duistere heerser Morgoth door de gezamenlijke legers van Valinor en Beleriand. De Eerste Era beslaat een periode van 450 Valiaanse Jaren, gevolgd door ongeveer 590 Jaren van de Zon. Afhankelijk van de omrekenfactor die Tolkien op verschillende tijden anders heeft toegepast, zou de Eerste Era overeenkomen met een tijdsbestek van 4902 tot wel 65.390 zonnejaren. Naar de Eerste Era wordt ook wel verwezen als de "Oudste Tijden".
Tolkien beschrijft van de Eerste Era voornamelijk de gebeurtenissen die plaats hadden in Beleriand, wat overeenkomt met de laatste zes eeuwen. Centraal stonden de oorlogen van de Sindar, Noldor en de drie Huizen van de Edain, tegen de legers van Angband en de slechte Mensen. Deze oorlogen hadden feitelijk hun oorsprong al in de Jaren van de Bomen, maar werden verhevigd met de komst van de Noldor naar Beleriand. Daarvoor hadden al duizenden jaren Elfen Beleriand bewoond, en zij vochten na zijn terugkeer tegen de macht van Morgoth. De Noldor, en dan met name de zonen van Fëanor, kwamen echter naar Midden-aarde met het specifieke doel om Morgoth te verslaan.
De voornaamste veldslagen van de Eerste Era zijn:
- De Eerste Slag van Beleriand
- De Dagor-nuin-Giliath (Slag onder de Sterren)
- De Dagor Aglareb (Glorieuze Slag)
- De Dagor Bragollach (Slag van de Plotselinge Vlam)
- De Nirnaeth Arnoediad (Slag van Ongetelde Tranen)
- De Oorlog van Gramschap